# ألان كارزويل
ألان كارزويل هو فيزيائي كندي، ولد في 1933.